# Cantó de Montrichard
El cantó de Montrichard és un cantó francès del departament de Loir i Cher, situat al districte de Blois. Té 13 municipis i el cap és Montrichard.

## Municipis
- Angé
- Bourré
- Chaumont-sur-Loire
- Chissay-en-Touraine
- Faverolles-sur-Cher
- Monthou-sur-Cher
- Montrichard
- Pontlevoy
- Rilly-sur-Loire
- Saint-Georges-sur-Cher
- Saint-Julien-de-Chédon
- Thenay
- Vallières-les-Grandes

## Història
| Data d'elecció                           | Identitat           | Partit                      | Qualitat |
| ---------------------------------------- | ------------------- | --------------------------- | -------- |
| 1945-1961                                | Paul Charitat       | radical                     |          |
| 1961-1967                                | Roger Phélebon      | UNR, després sense etiqueta |          |
| 1967-1998                                | Roger Goemaere      | UDR després RPR             |          |
| 1998-                                    | Jean-Marie Janssens | UDF, després NC             |          |
| les dades anteriors no són pas conegudes |                     |                             |          |
|                                          |                     |                             |          |

## Demografia
| A partir de 1990: Població sense dobles comptes |